# Jefferson (hrabstwo Green)
Jefferson – miasto w Stanach Zjednoczonych, w stanie Wisconsin, w hrabstwie Green.